# Mamo, boję się
Mamo, boję się (tur. Korkuyorum Anne) – turecki film komediowy z 2005 roku w reżyserii Rehy Erdema.

## Fabuła
W bloku mieszkalnym, w jednej z dzielnic Stambułu sąsiedzi żyją w bardzo bliskich relacjach. Obraz tureckiego społeczeństwa został ukazany poprzez postacie trzech głównych bohaterów, uosabiających trzy odmienne wzorce męskości.
Polska premiera filmu miała miejsce w lipcu 2014, na Festiwalu Nowe Horyzonty.

## Obsada
- Ali Düşenkalkar jako Ali
- Turgay Aydın jako Keten
- Şenay Gürler jako İpek
- Işıl Yücesoy jako Neriman
- Arzu Bazman jako Omit
- Köksal Engür jako Rasih
- Bülent Emin Yarar jako Kasap
- Ozan Uygun jako Çetin
- Aydoğan Oflu jako Aytekin
- Esra Bezen Bilgin jako Selvi
- Erdem Akakçe

## Nagrody i wyróżnienia
- Międzynarodowy Festiwal Filmowy w Ankarze
  - Nagroda dla najlepszego aktora (Ali Düsenkalkar)
  - Nagroda za reżyserię
  - Nagroda za najlepszy scenariusz
  - Nagroda dla najlepszego aktora drugoplanowego (Köksal Engür)
  - Nagroda dla najlepszej aktorki drugoplanowej (Isil Yücesoy)
  - Nagroda dla najbardziej obiecującego aktora (Ozan Uygun)

- Międzynarodowy Festiwal Filmowy w Antalyi
  - Specjalna nagroda jury
  - Nagroda za najlepszą scenografię
  - Nagroda za najlepszy scenariusz
  - Nagroda za najlepszy montaż